# Eunidia rufuloides
Eunidia rufuloides là một loài bọ cánh cứng trong họ Cerambycidae.